# Hästskäret, Närpes
Hästskäret är en ö i Finland. Den ligger i Bottenhavet och i kommunen Närpes i den ekonomiska regionen  Sydösterbotten i landskapet Österbotten, i den västra delen av landet. Ön ligger omkring 66 kilometer söder om Vasa och omkring 330 kilometer nordväst om Helsingfors.
Öns area är 60,7 hektar och dess största längd är 1,5 kilometer i nord-sydlig riktning. I omgivningarna runt Hästskäret växer i huvudsak blandskog.